# Ruud Krolbrug
De Ruud Krolbrug (brug 2232) is een bouwkundig kunstwerk in Amsterdam-Oost.

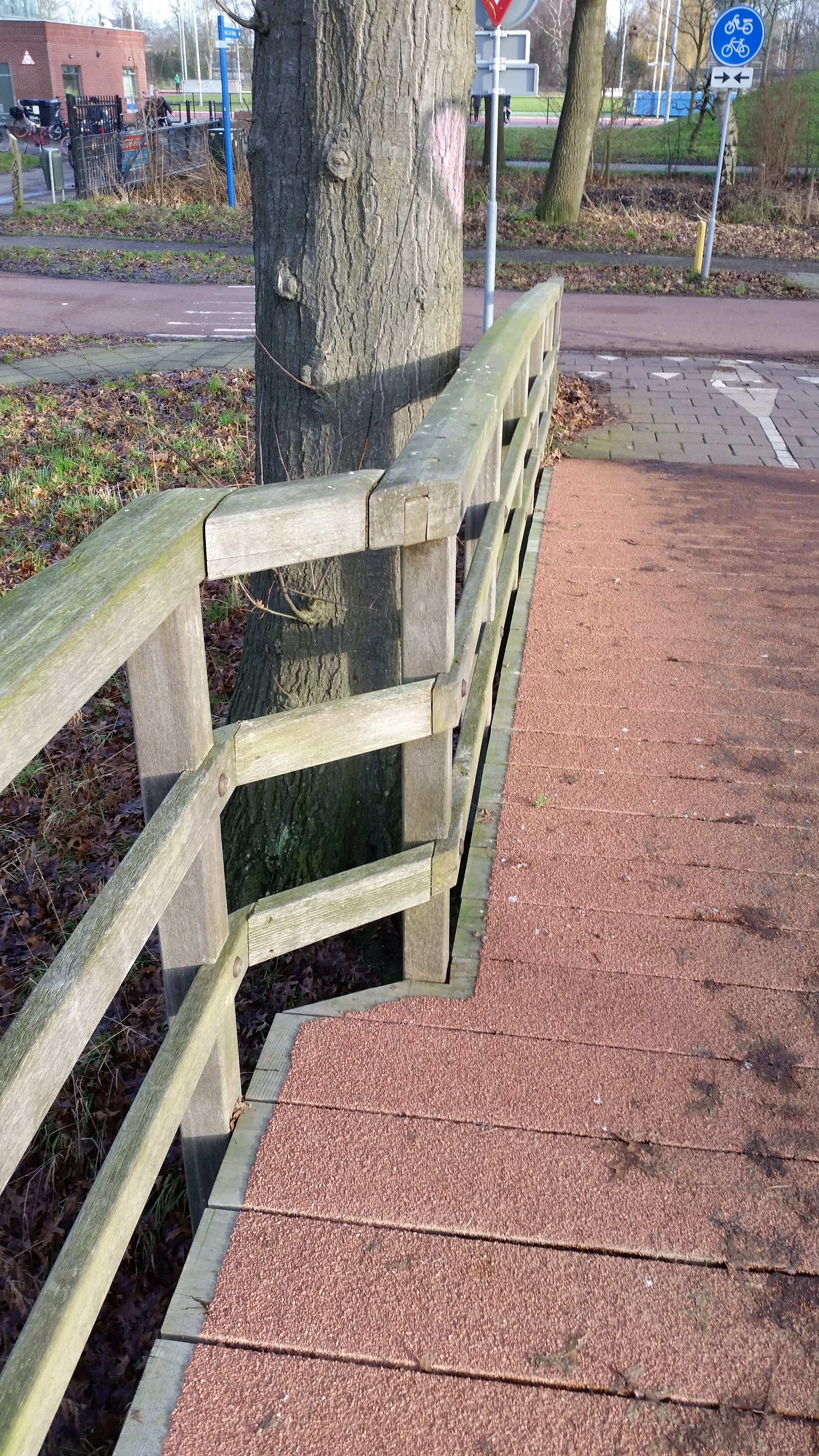
Knik in brug (januari 2020)

De brug is een van de voet- en fietsbruggen in de buurt Park de Meer, Watergraafsmeer die hier tussen 1998 en 2002 uit de grond verrees. Die buurt is geheel omringd door een watergang/ringsloot. Ze vormt de verbinding tussen de Wembleylaan (in de buurt) en de Radioweg (buiten de buurt). Het ontwerp is afkomstig van Haasnoot Bruggen, die meerdere met name houten bruggen ontwierp voor Amsterdam.
In oktober 2005 kregen alle bruggen in deze buurt een naam. Zij werden vernoemd naar spelers uit de selectie van AFC Ajax in haar succesperiode jaren zeventig, toen dat team nog speelde in Stadion De Meer, dat in 1996 plaats maakte voor de wijk. Deze brug werd daarbij vernoemd naar rechtsachter Ruud Krol, die aanwezig was tijdens het onthullen van zijn naamplaat en dat van andere Ajax-spelers.   
De brug is opgebouwd uit betonnen brugpijlers met daarop houten balken en een houten dek; ook de leuningen zijn van hout. De brugnaam is terug te vinden op de overspanning; dit in tegenstelling tot de "normale" plaats op de brugleuning.  
De brug heeft een bijzonderheid omdat een boom aan de zijde van de Radioweg in de weg stond. Het brug is aan die kant iets smaller dan aan het andere eind. 
Heinz Stuybrug · Wim Suurbierbrug · Velibor Vasovićbrug · Barry Hulshoffbrug · Horst Blankenburgbrug · Ruud Krolbrug · Gerrie Mührenbrug · Arie Haanbrug · Johan Neeskensbrug · Nico Rijndersbrug · Sjaak Swartbrug · Johnny Repbrug · Dick van Dijkbrug · Johan Cruijffbrug · Piet Keizerbrug · Rinus Michelsbrug